# 朗根韦岑多夫
朗根韦岑多夫（德語：Langenwetzendorf）是德国图林根州的市镇，隶属于格赖茨县。总面积为56.21平方千米，截至2023年12月31日总人口为4,050人。